# Марсель Маурон
Марсель Маурон (нім. Marcel Mauron, 5 березня 1929 — 21 січня 2022) — швейцарський футболіст, що грав на позиції нападника. Відомий за виступами в низці швейцарських клубів, зокрема в складі клубу «Ла Шо-де-Фон», з яким двічі ставав чемпіоном Швейцарії і тричі володарем Кубка Швейцарії, а також у складі збірної Швейцарії.

## Клубна кар'єра
Марсель Маурон розпочав виступи на футбольних полях у 1946 році в складі клубу «Янг Феллоуз», в якій провів п'ять сезонів. З 1951 року грав у складі клубу «Ла Шо-де-Фон». Саме у складі цієї команди Маурон досяг своїх найвищих успіхів на внутрішній арені, двічі вигравши разом із командою національний чемпіонат та тричі національний кубок. У сезоні 1954—1955 років нападник став кращим бомбардиром швейцарської першості, відзначившись 30 забитими м'ячами.
У сезоні 1958—1959 років Марсель Маурон грав у складі клубу «Серветт», а в сезоні 1959—1960 років у складі невшательського «Ксамакс». З 1960 до 1964 року грав у складі «Гренхен», а в 1964 році повернувся до клубу «Ксамакс», за який відіграв цього разу 2 сезони, після чого завершив виступи на футбольних полях у 1966 році.

## Виступи за збірну
1952 року дебютував в офіційних матчах у складі національної збірної Швейцарії. Протягом кар'єри у національній команді, яка тривала до 1960 року, провів у її формі 10 матчів, забивши 2 голи. У складі збірної був учасником домашнього чемпіонату світу 1954 року, утім на самому чемпіонаті на поле не виходив, знаходившись постійно в запасі.

## Титули і досягнення
- Чемпіон Швейцарії (2):

«Ла Шо-де-Фон»: 1953–1954, 1954–1955
- Володар Кубка Швейцарії (3):

«Ла Шо-де-Фон»: 1953—1954, 1954—1955, 1956—1957